# 브레인웨어
브레인웨어(Brainware)는 고급 인적자원이 지닌 중요성을 컴퓨터의 하드웨어, 소프트웨어 같은 핵심적인 구성요소에 빗대어 사용한 말이다.
브레인웨어 기술은 기존의 나노기술(NT), 정보기술(IT), 바이오기술(BT)등이 융합된 기술이며, 초우량인재를 필요로 한다. 그렇기 때문에 기업들은 인적 자원 개발을 위해 많은 투자를 해야할 것이 요구된다. 어려운 경기 환경으로 기초학문 지원 부족으로 인한 두뇌유출현상 등이 발생하고 있어 이들에 대한 지원이 시급하며, 21세기 기술이나 기계문명이 아무리 발달한다 할지라도 기업이나 조직을 성공으로 이끌어 가는 것은 결국 사람이라는 의미에서도 매우 중요하다.
대한민국은 하드웨어 관련 분야가 경쟁력이 있는데, 이 분야에서는 새로운 기술의 적용이 기존의 모든 하드웨어를 교체해야하는 문제가 발생하기 때문에 하루 아침에 바꾸기가 어렵다. 그렇기 때문에 부가가치 창출에 한계가 있고 전문 인력도 부족한 실정이다. 이에 대한 방안으로 전문가들은 대학의 커리큘럼의 개선과 핵심인력 및 재원 투자의 방안을 제시하고 있다.